# Dorfkirche Pankow

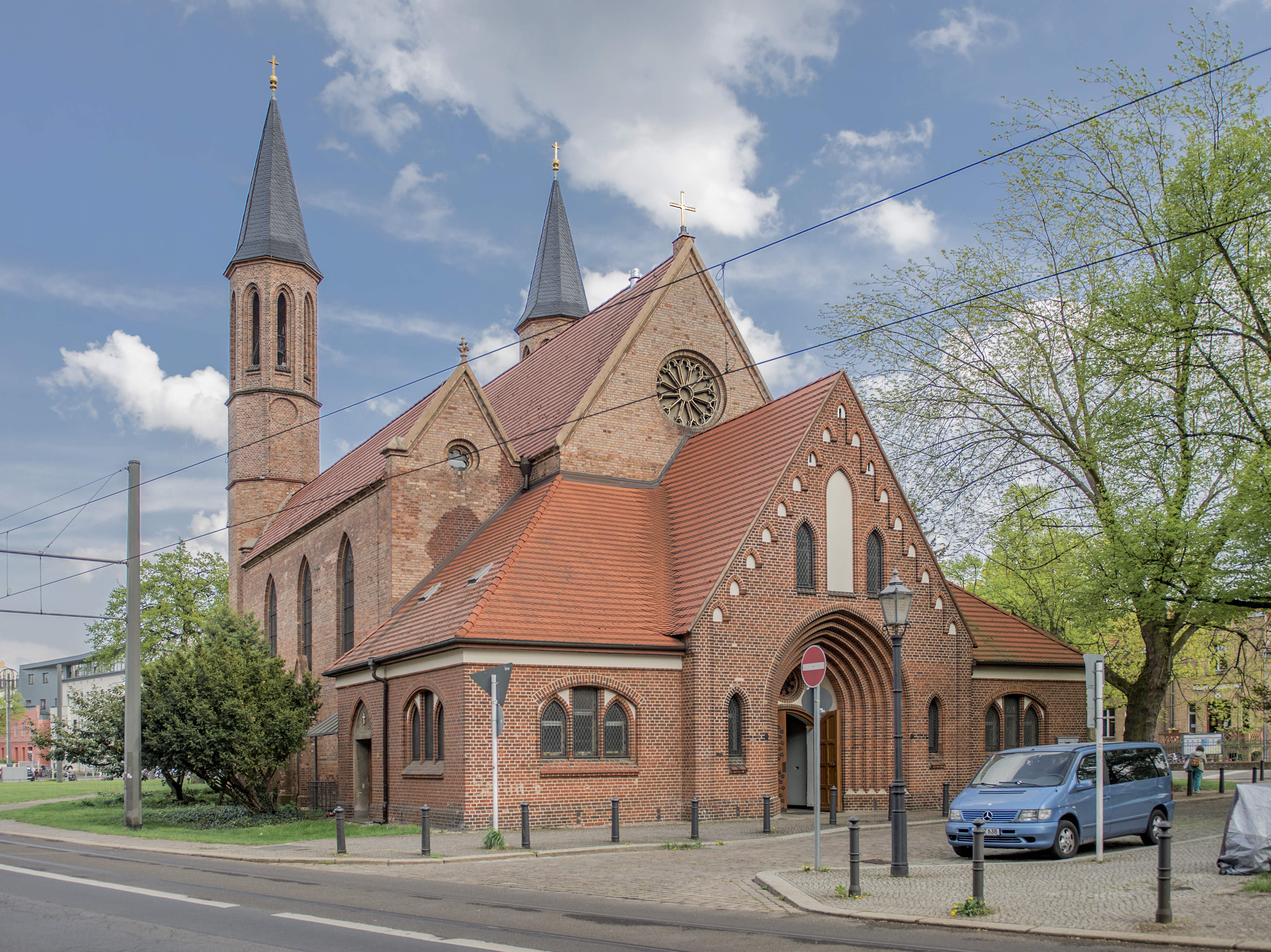
Alte Pfarrkirche „Zu den Vier Evangelisten“

Die Evangelische Dorfkirche Pankow, heute Alte Pfarrkirche „Zu den Vier Evangelisten“ genannt, liegt im Berliner Bezirk Pankow. Sie entstand als Dorfkirche für Pankow am Ostende des Angers in der Breiten Straße.

## Siedlungsgeschichte
Das Dorf Pankow wurde um 1230 als Angerdorf gegründet, auf dessen Anger der Vorgängerbau der späteren Feldsteinkirche stand; mit größter Wahrscheinlichkeit war er aus Holz gebaut. Im Landbuch Karls IV. von 1375 wurde ein Pfarrer erwähnt, dem vier Pfarrhufen zur Verfügung standen. Das Kirchenpatronat lag je zur Hälfte bei den Brüdern Kerstian und Hans Duseke sowie bei dem Berliner Ratsbürger Wardenberg; sein Anteil gehörte dem Rat von Berlin. Im Jahre 1459 wurde es als Kirchdorf erwähnt, das zur Sedes Spandau gehörte. Die Kirche war von 1541 bis 1896 Mutterkirche von Niederschönhausen. Für das Jahr 1541 war im Kirchenvisitationsprotokoll anlässlich der Einführung der Reformation in Brandenburg durch Kurfürst Joachim II. die Zahl von 80 Kommunikanten genannt.

## Baugeschichte

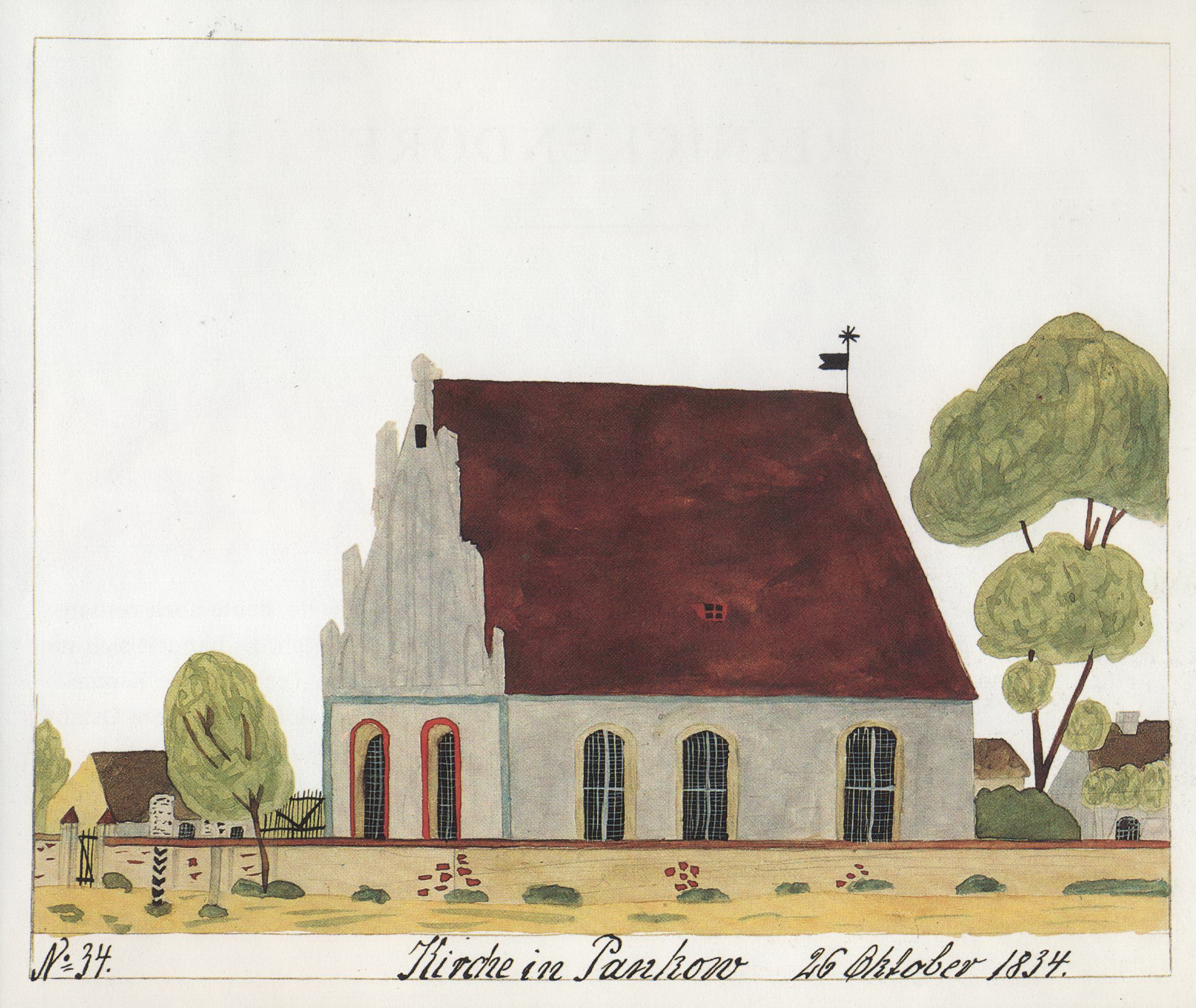
Die Dorfkirche Pankow im Jahr 1834, also vor dem großen Umbau von 1857 bis 1859

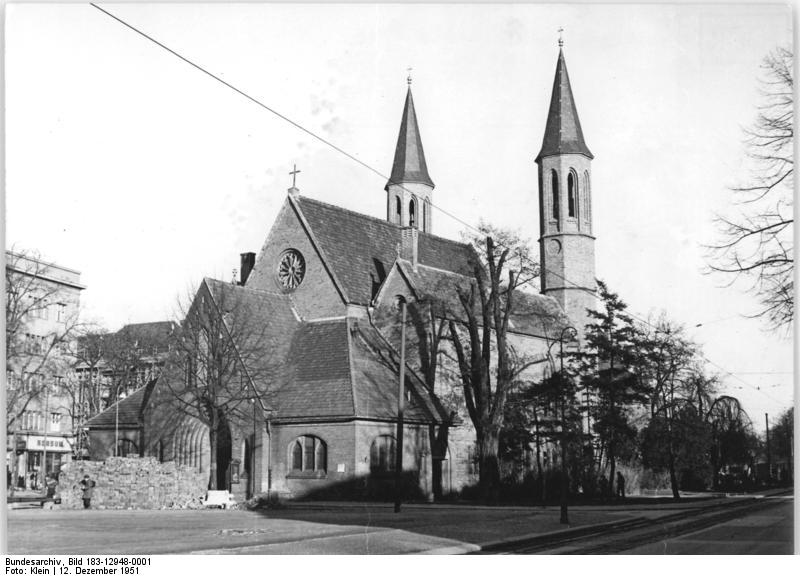
Die Dorfkirche Pankow mit dem großen westlichen Erweiterungsbau von 1857 bis 1859, davor die Vorhalle voraus dem Jahr 1908

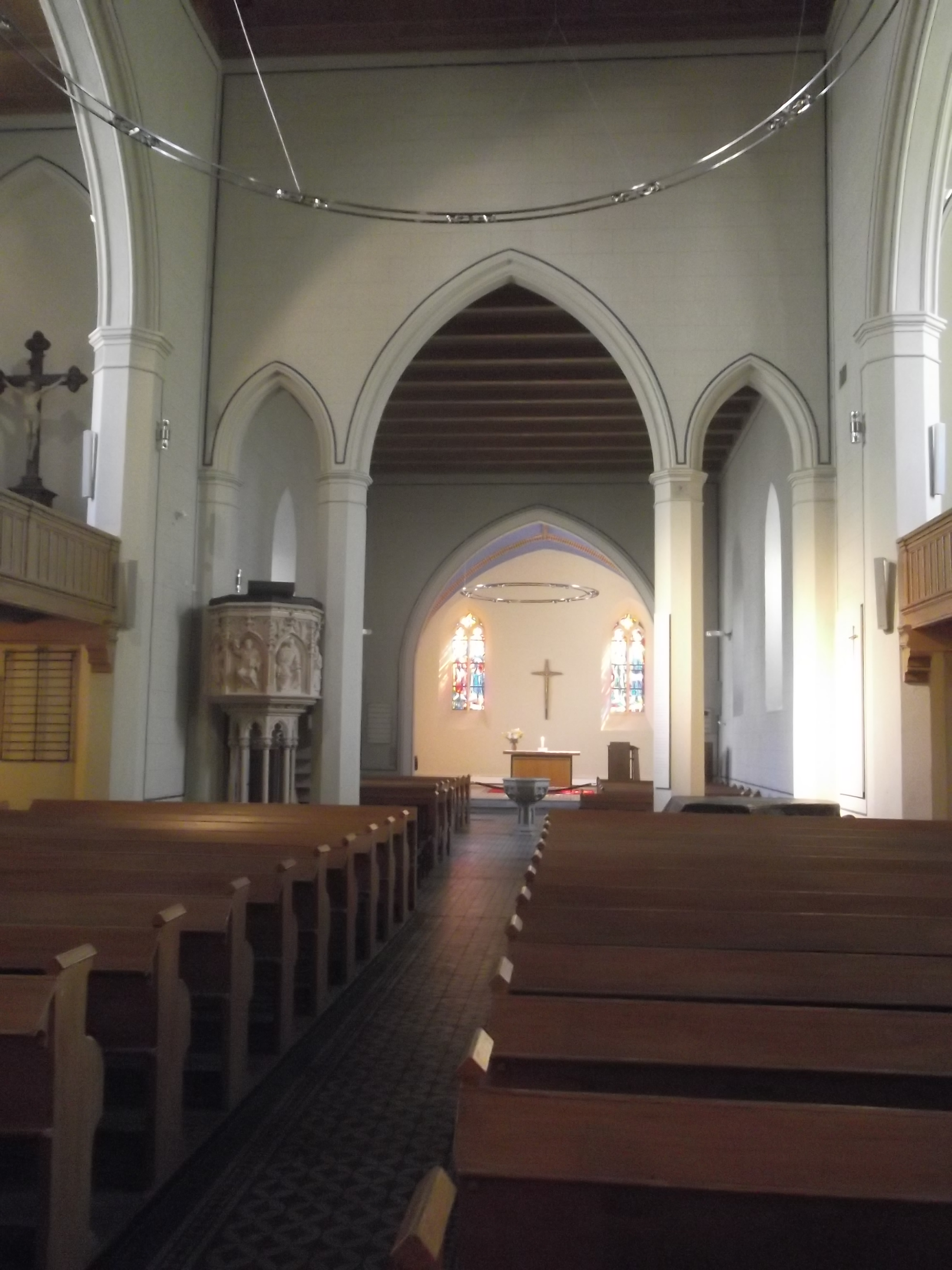
Kirchenschiff mit Kanzel und Altarraum

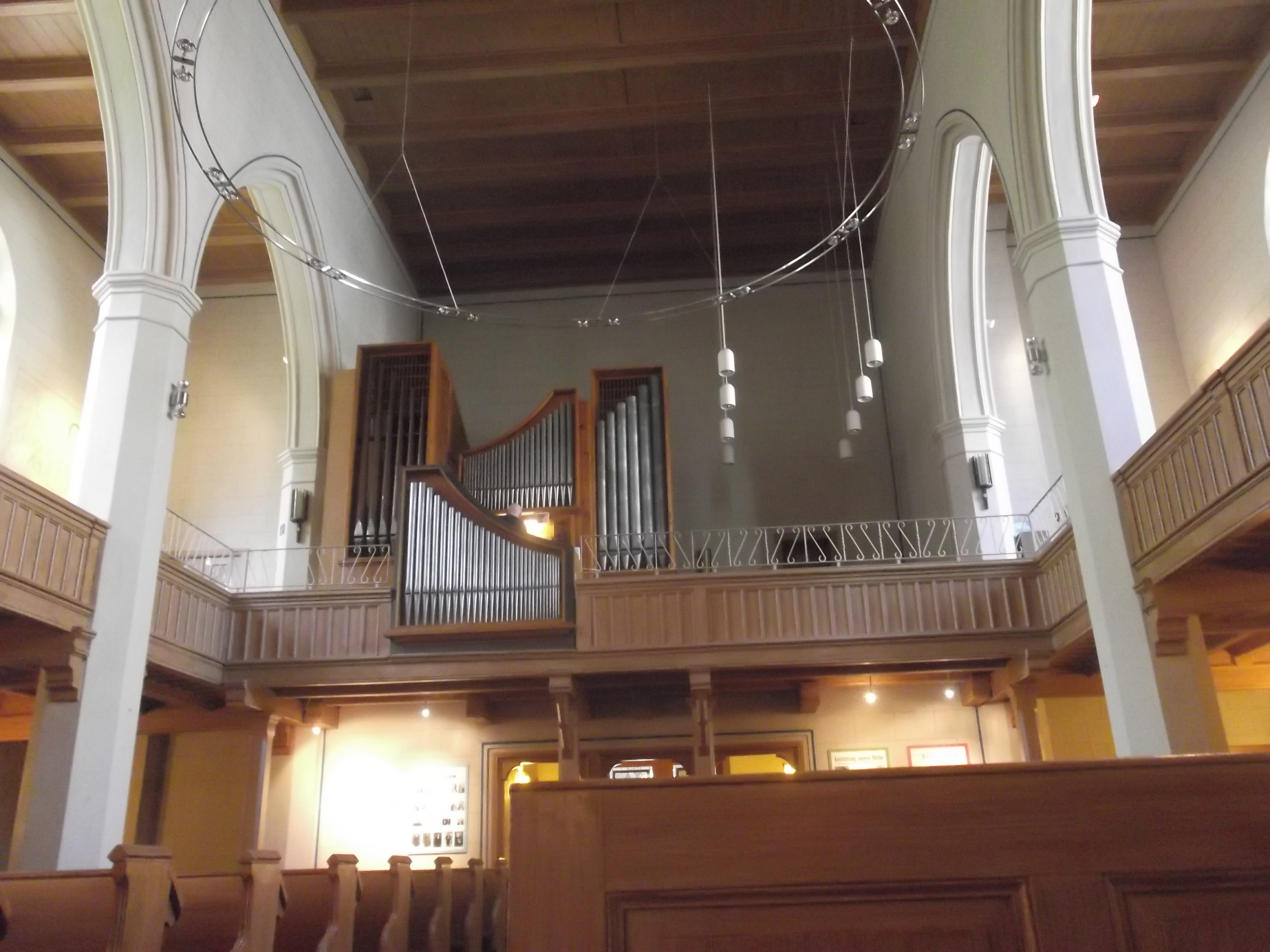
Empore mit alter Orgel

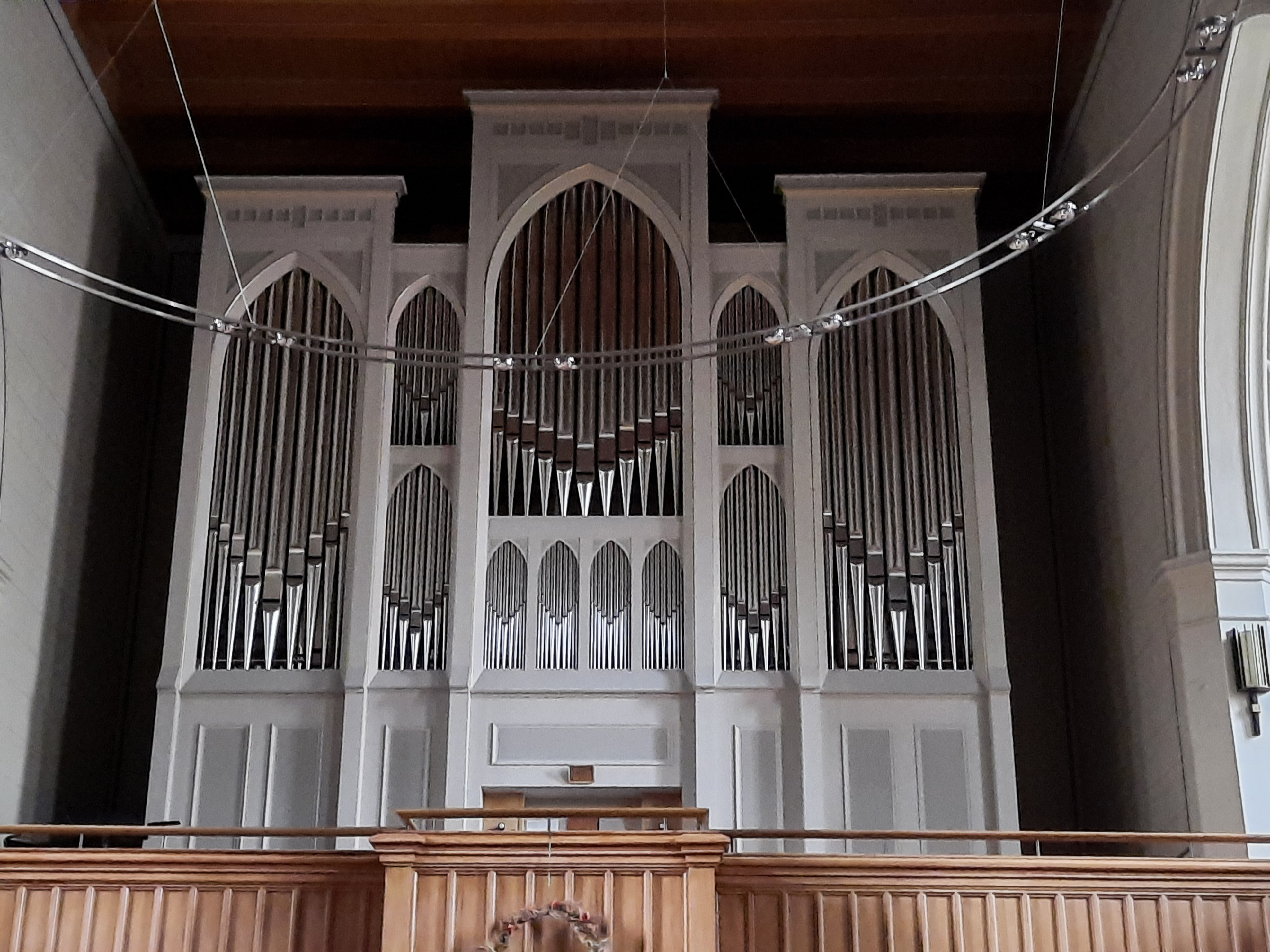
Wegscheider-Orgel von 2021

Der Kirchenbau besteht aus zwei völlig verschiedenen Bauteilen: die ursprüngliche rechteckige Saalkirche aus Feldstein, heute als Chor des Erweiterungsbaus genutzt, und der dreischiffigen Erweiterung aus Backstein nach Westen von 1858/59.
Pankow wurde um 1230 gegründet und erhielt so schnell wie möglich auf dem Dorfanger eine Kirche aus Holz. Zu dieser Kirche gehörten 1375 vier Pfarrhufen. Dieser Ursprungsbau wurde im 15. Jahrhundert durch eine Saalkirche aus Feldsteinmauerwerk ersetzt. Die Feldsteine sind nur minimal behauen, sodass sie nicht in Schichten verlegt werden konnten. Alle Fenster sind mit Backstein gerahmt. Mit einer Ausnahme, dem mittleren Fenster der Chorwand, sind sie alle später im 19. Jahrhundert neugotisch erweitert worden. Der Ziergiebel der Ostseite ist jedoch ursprünglich, mit drei spitzbogigen gepaarten Blenden und sieben Fialen.
Im Jahr 1737 wurde über dem Westteil des Ursprungsbaus ein Dachturm aus Fachwerk mit einem hölzernen Laternenaufbau errichtet, der auf einer alten Abbildung von 1797 zu erkennen ist. Er blieb aber nur bis 1832 erhalten. Bereits zwanzig Jahre zuvor musste der Laternenaufbau wegen Baufälligkeit rückgebaut werden. 1832 nahm Karl Wilhelm Redtel mit Unterstützung von Karl Friedrich Schinkel einen Umbau vor. Die ursprünglichen Seiteneingänge wurden vermauert und die Fenster durch Stichbogenfenster vergrößert, wie sie die Zeichnung Wohlers von 1834 zeigt. Friedrich August Stüler erweiterte die Kirche 1857–1859 in Backstein durch das heutige westliche dreischiffige Hallenlanghaus mit zwei seitlichen, achteckigen Chorflankentürmen für die Glocken. Eine Orgel wurde von Carl August Buchholz eingebaut. Sie hatte 14 Register auf zwei Manualen und Pedal. Die Kirche erhielt ihren heutigen Namen Zu den Vier Evangelisten.
Zwischen 1905 und 1908 wurde der Anbau der Vorhalle an der Westseite mit zwei Gemeinderäumen errichtet. 1928 und 1935 erfolgte eine Instandsetzung und Umbau an Dach und Heizung. 1928 wurde auch die Buchholz-Orgel durch die Firma W. Sauer Orgelbau Frankfurt (Oder) gravierend umgebaut und klanglich verändert. Im Zweiten Weltkrieg war die Kirche von größeren Zerstörungen betroffen. Die Türme wurden bis zum Traufgesims abgetragen und erst 1953 in der ursprünglichen Form wieder hergestellt. Die Glockenstube wurde höher gelegt, die Schieferhelme sind allerdings etwas niedriger wieder aufgebaut worden. 1959 wurden die beiden farbigen, von Inge Pape geschaffenen Glasfenster Vier Evangelisten an der Ostseite eingebaut. 1971/1972 erfolgte eine umfangreiche Veränderung der Innenausstattung (u. a. Neugestaltung des Altartischs und des Altarkreuzes), die Leuchter und das Bibelpult. Außerdem wurde die im 19. Jahrhundert gebaute Orgel, die im Zweiten Weltkrieg auch Schaden gelitten hatte, samt Prospekt (Stüler und Sauer) ersetzt. Am 10. Dezember 1972 wurde eine Orgel der Firma Jehmlich, Dresden eingeweiht, die zuvor für die Kirche Brandenburg-Görden anlässlich der Brandenburger Orgeltage erbaut worden war, dann aber dort nicht mehr genutzt werden konnte. Sie passte aber weder optisch noch klanglich in den Kirchenraum.
Im September 1977 wurde das Gebäude zum Denkmal erklärt. 1977 bis 1979 musste das Dach erneuert und der Dachstuhl saniert werden. 1980 wurde das 750-jährige Jubiläum der Evangelischen Kirchengemeinde Alt-Pankow gefeiert (nach einem sehr fraglichen Baudatum von 1230). 1982 bis 1983 fand eine Innenrenovierung der Kirche statt. 1992 wurde eine neue dezentrale Luftheizung eingebaut. 1994 wurde das Dach des Stülerbaus und die Vorsäle erneuert.
Zwischen 1996 und 1999 wurden denkmalgemäße Dachdecker- und Maurerarbeiten durchgeführt, darunter:
- Neudeckung des Mittelteils mit Einschlupfsteinen für Fledermäuse
- Abriss der störenden Schornsteine aus den 1930er Jahren
- Instandsetzung des Mauerwerks der Stülerschen Giebel mit Korrektur der Giebelschrägen (Originalzustand)
- Wiederaufsetzen des neu vergoldeten Kreuzes und der restaurierten Kreuzblumen.

Im Jahr 2000 wurden die Turmhelme neu eingedeckt und die Turmhelmstühle saniert.
Im Jahr 2021 erhielt die Pankower Dorfkirche eine neue Orgel aus der Orgelwerkstatt Wegscheider. Sie verfügt über 27 Register auf zwei Manualen und Pedal. Sie ist rein mechanisch und orientiert sich an der Bauweise von Carl August Buchholz, dem Erbauer der früheren Orgel. Der Orgelprospekt ähnelt dem Aussehen von Buchholz-Orgeln aus dem 19. Jahrhundert und nimmt auch Stilelemente des Kirchenraums auf.

## Ausstattung
Der Ursprungsbau ist innen flachgedeckt, der östliche Abschnitt ist als Chorjoch betont und ist von einem Sterngewölbe (Vierrautenstern) überwölbt. Der Erweiterungsbau besitzt eine Flachdecke und Emporen auf drei Seiten. Die Kanzel und Taufe in neugotischen Formen stammen von 1860. Unter der Empore befindet sich das „Coventrykreuz“ von 1964. Das Altarkreuz, die Leuchter und das Bibelpult wurden 1972 von Herbert Reinhold geschaffen. An der südlichen Außenwand des Chors ist ein gusseisernes Grabmal des Schauspielers J. Heinrich Schmelke (1777–1837) angebracht worden. In der Ostseite befinden sich die 1959 von Inge Pape geschaffenen Glasfenster der Vier Evangelisten.

## Gesellschaftliche Bedeutung
Das Kunstwerk Gleichnis vom verlorenen Sohn, das der Berliner Maler Herbert Ortel im August 1932 am Hauptportal der Kirche angefertigt hatte, war 1934 zentraler Teil des Kirchenkampfes in Berlin-Pankow und wurde nur zwei Jahre nach seiner Entstehung unter dem zunehmenden Einfluss der Deutschen Christen als „Kitsch und Schund“ bzw. „Dokument des bolschewistischen Niedergangs“ verunglimpft und an Ort und Stelle wieder zerstört.
Im Jahr 1981 bildete sich der Friedenskreis Pankow, der friedlich gegen das Wettrüsten von Ost und West sowie Umweltzerstörung protestierte. Die Gruppe wurde vom Ministerium für Staatssicherheit als oppositionell eingestuft und mit Zersetzungsmaßnahmen bekämpft.